# 兵豆属
兵豆属（学名：Lens）是蝶形花科下的一个属，为直立或半藤状草本植物。该属共有6种，分布于地中海区和西亚。